# Амбістома тигрова
Амбістома тигрова (Ambystoma tigrinum) — вид земноводних з роду амбістома родини амбістомові.

## Опис
Загальна довжина досягає у середньому 20—25 см, іноді до 38 см, з яких близько половини припадає на хвіст. Передні ноги з 4, задні з 5 пальцями. З боків тіла присутні 12 борозенок. Забарвлення дуже мінливе: коричневе або темно-оливкове з жовтими плямами або смугами. Личинки—аксолотлі вони вкрай мінливі за зовнішніми ознаками, розмірами і забарвленням. В акваріумах часто тримають виведених у неволі альбіносів з молочно-білим кольором шкіри і червоними зовнішніми зябрами. Від дорослої амбістоми аксолотля, крім зовнішніх зябер, відрізняє шкірна плавникова складка хвоста, що наявна на спині у вигляді гребеня, і більш пласка і широка голова.

## Спосіб життя
Полюбляє узбережжя озер, ставків, рідше річок. Зустрічається на висоті до 3660 м над рівнем моря. Вдень ховається в норах гризунів. Вночі живиться хробаками, комахами, молюсками та іншими безхребетними.
Ранньою весною, а на півдні наприкінці зими і вдруге влітку йде у водойми для розмноження. Самиці захоплюють клоакою сперматофори, відкладені самцями, і відкладають ікряні мішки, що містять від десятків до 200—500 яєць діаметром 1,9–2,6 мм. Розвиток яєць в природі займає найчастіше 19–50 днів, личинки завдовжки 13-17 мм. Розвиток личинок у воді триває 75-120 днів. Вони змінюються і залишають водойму, досягнувши 8–8,6 см. У горах личинки розвиваються близько року. Доволі часто у личинок, що продовжують рости, розвиваються статеві органи, і вони розмножуються в личинковій стадії. Таке явище отримало назву повної неотенії. Молодь годується інфузоріями, ракоподібними. У дрібних водоймах з високими температурами метаморфоз у цієї амбістоми йде обов'язково і вони швидко перетворюються на дорослих тварин. Навпаки, в глибоких водоймах з низькими температурами залишаються неотенічні личинки — аксолотлі.

## Розповсюдження
Поширена від північної Мексики до Канади.